# Leandra purpureo-villosa
Leandra purpureo-villosa är en tvåhjärtbladig växtart som beskrevs av Frederico Carlos Hoehne. Leandra purpureo-villosa ingår i släktet Leandra och familjen Melastomataceae. Inga underarter finns listade i Catalogue of Life.